# 帝京大学医学部附属溝口病院
帝京大学医学部附属溝口病院（ていきょうだいがくいがくぶふぞくみぞのくちびょういん）は、学校法人帝京大学が神奈川県川崎市高津区に設置する病院。神奈川県災害医療拠点病院。

## 概要・沿革
- 1973年7月 - 帝京大学医学部附属溝口病院として開設。（病床数：一般80床、診療科：内科・小児科・耳鼻咽喉科）
- 2017年5月 - 川崎市高津区溝口から移転し、新病院を開院。
- 2019年5月 - 歯科を標榜

## 診療科
- 内科
- 消化器内科
- 心療内科
- 外科
- 産婦人科
- 小児科
- 整形外科
- 眼科
- 耳鼻咽喉科
- 皮膚科
- 泌尿器科
- 麻酔科
- 精神科
- 放射線科
- 脳神経外科
- 脳神経内科
- リハビリテーション科
- 形成外科
- 歯科
- 病理診断科
- 臨床検査科

## 施設
2013年9月2日～2017年1月12日の歳月をかけ大規模な建て替え事業を実施。総延べ約4万平米の新病院は、機能をさらに充実させ地域医療に貢献している。

### 外来・管理棟
地下1階地上7階塔屋1階のフロア構成で、主に外来診療機能を集約。

### 入院棟
地下1階地上12階塔屋1階で構成されており、手術室及び病室が入っている。RC造免震構造。

## 医療機関の指定等
- 保険医療機関[1]
- 労災保険指定医療機関[1]
- 指定自立支援医療機関（更生医療）[1]
- 指定自立支援医療機関（育成医療）[1]
- 指定自立支援医療機関（精神通院医療）[1]
- 身体障害者福祉法指定医の配置されている医療機関[1]
- 精神保健指定医の配置されている医療機関[1]
- 生活保護法指定医療機関[1]
- 結核指定医療機関[1]
- 指定小児慢性特定疾病医療機関[1]
- 難病の患者に対する医療等に関する法律に基づく指定医療機関[1]
- 戦傷病者特別援護法指定医療機関[1]
- 原子爆弾被害者指定医療機関[1]
- 原子爆弾被害者一般疾病医療機関[1]
- 公害医療機関[1]
- 母体保護法指定医の配置されている医療機関[1]
- 災害拠点病院（地域[2]）[1]
- 臨床研修病院[1]
- 特定疾患治療研究事業委託医療機関[1]
- DPC対象病院[1]
- 性犯罪・性暴力被害者のためのワンストップ支援センター[1]
- このほか、各種法令による指定・認定病院であるとともに、各学会の認定施設でもある。

## 交通アクセス
- 東急田園都市線「高津駅」より徒歩1分[3]。
- 東急田園都市線「溝の口駅」より徒歩8分[3]。
- JR南武線「武蔵溝ノ口駅」より徒歩8分[3]。

## ギャラリー

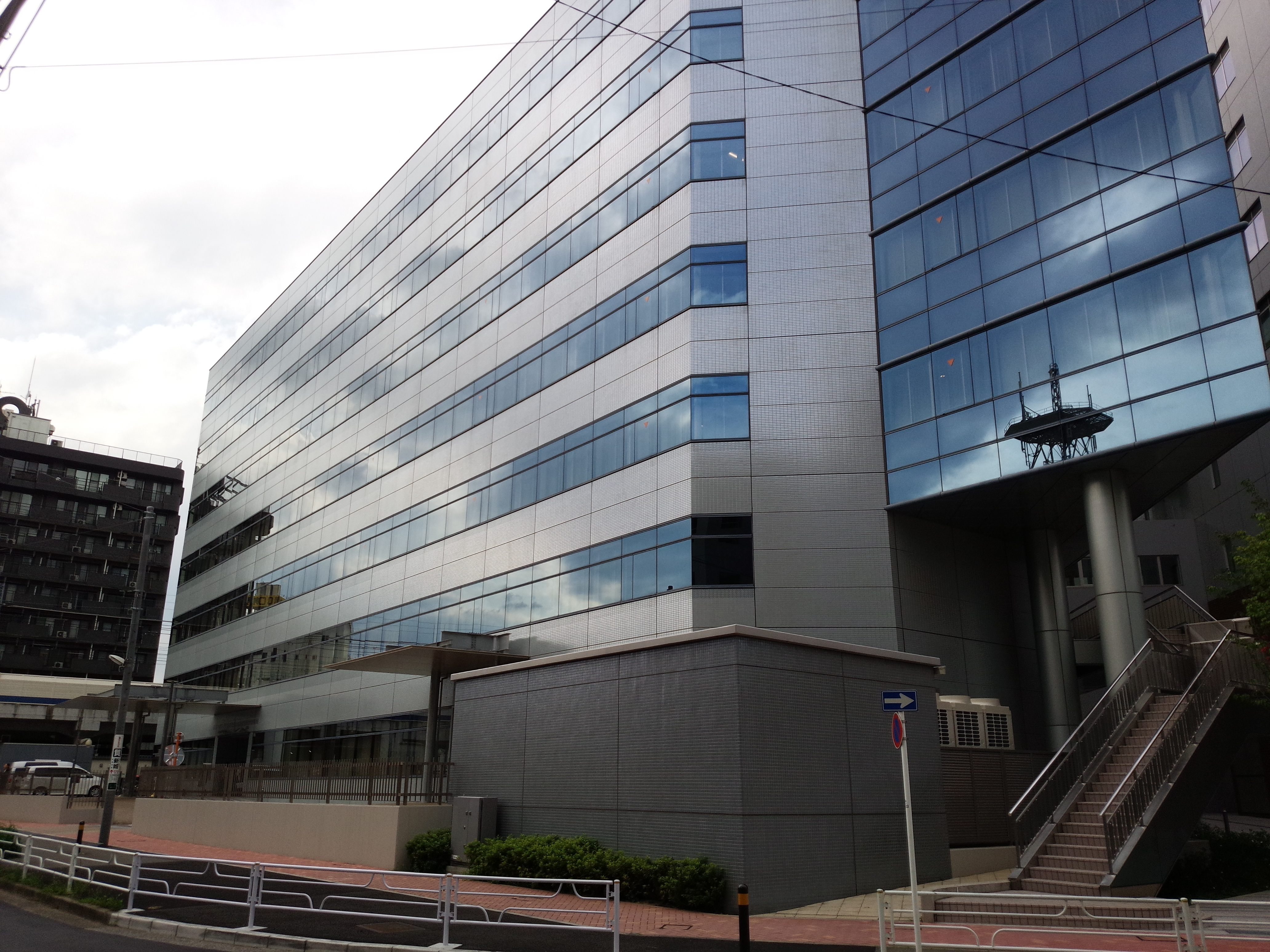
外来病棟
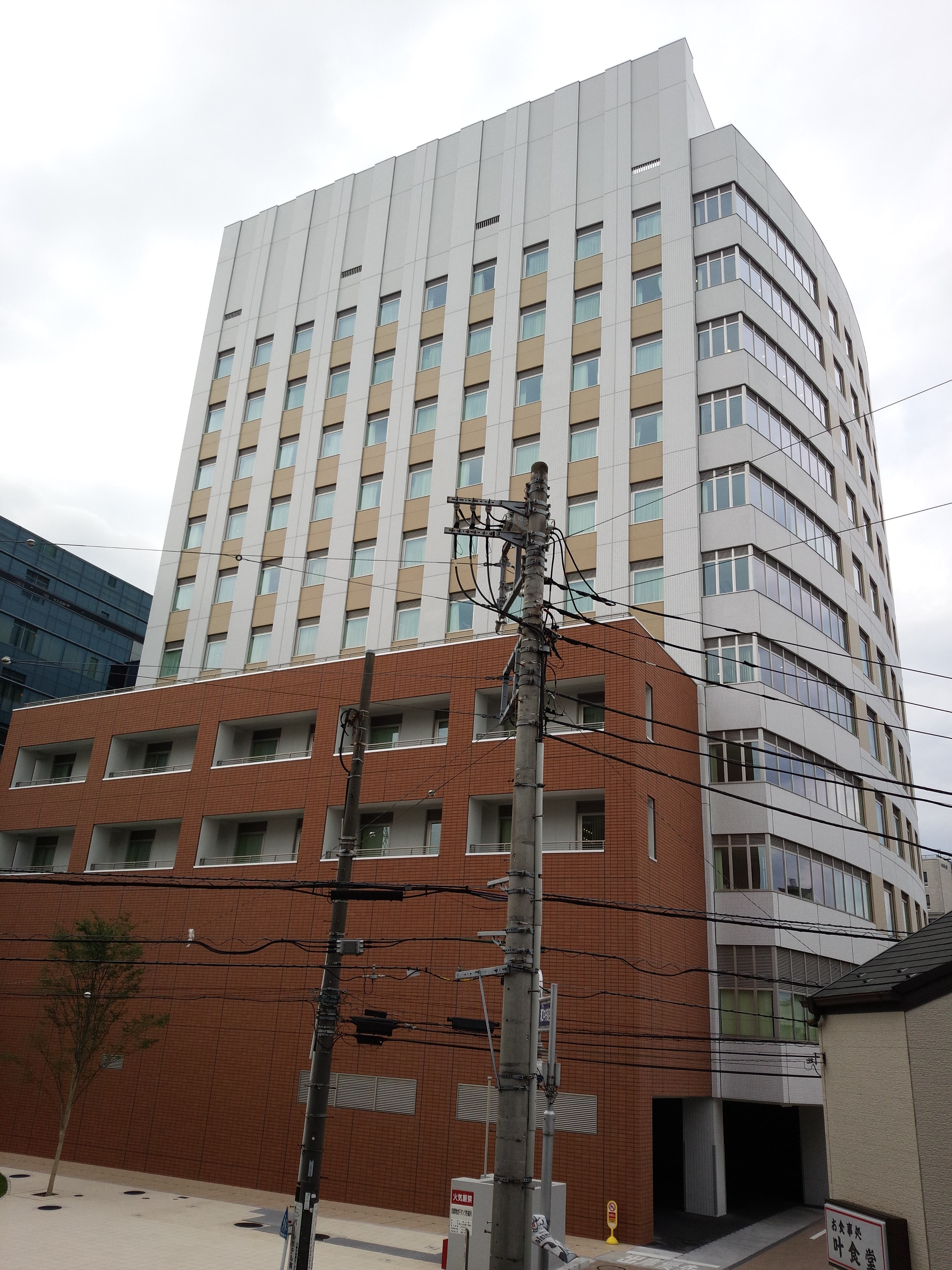
入院病棟

## 公式サイト
- 帝京大学医学部附属溝口病院